# Цитаридиум Ансорги
Цитаридиум Ансорги (лат. Citharidium ansorgii) — вид пресноводных лучепёрых рыб из семейства цитариновых отряда хараксообразных. Единственный представитель рода цитаридиумов. Распространены в Африке.

## Описание
Тело высокое, лирообразной формы, сжато с боков, покрыто ктеноидной чешуёй. Высота тела укладывается 1,7—2,2 раза в стандартной длине тела. Верхнечелюстная кость редуцирована, на ней отсутствуют зубы.
В спинном плавнике 17—19 мягких ветвистых лучей. В анальном плавнике 19—22 мягких лучей. Грудные плавники короткие, их длина составляет половину от длины головы. Брюшные плавники длиннее грудных, с многочисленными лучами. Имеется жировой плавник. Хвостовой плавник раздвоенный. Максимальная общая длина тела 69,7 см, а масса 9,1 кг.
Тело желтоватого цвета с разбросанными по бокам тёмными пятнышками. По бокам проходят две широкие вертикальные тёмные полосы. Одна простирается от основания спинного плавника до брюшных плавников, а вторая —от жирового плавника до основания анального плавника. Грудные плавники жёлтые, все остальные — чёрные

## Ареал
Известны только из бассейна реки Нигер на территории Нигерии и во внутренней дельте Нигера на территории Мали.